# La Plane
La Plane est une maison de maître du XVIIe siècle, construite pour le jurat de Bayonne, Jean de Roll-Montpellier, dans la commune de Bayonne (Pyrénées-Atlantiques).

## Histoire
Située à Bayonne près de l'église de Saint-Pierre-d'Irube, La Plane est citée dès 1665. Elle a appartenu à Jean de Roll-Montpellier, jurat de Bayonne, de 1684 à 1723.
De 1756 à 1762, Mgr Guillaume d'Arche, évêque de Bayonne, en fit sa résidence d'été. Elle comprenait alors : maison de maître, cave, logement de jardinier.
À la fin du XIXe siècle, les bijoutiers parisiens Froment-Meurice y résidèrent durant la belle saison. Émile Froment-Meurice fut le dernier propriétaire appartenant à cette famille. En 1907, la propriété d'agrément fut mise en vente aux enchères publiques en l'étude de Me Clerisse, à Bayonne et est achetée par Gaston d'Etcheverry en 1920 dont la fille épouse Henri Poirier de Clisson et la petite fille Marc Olphe-Galliard.

## Aujourd'hui
Rachetée par Marc Olphe-Galliard au début des années 1970, la propriété a été vendue en 2003 à Bouygues Immobilier, qui se proposait de réaliser trois bâtiments résidentiels dans le parc,.

## Galerie

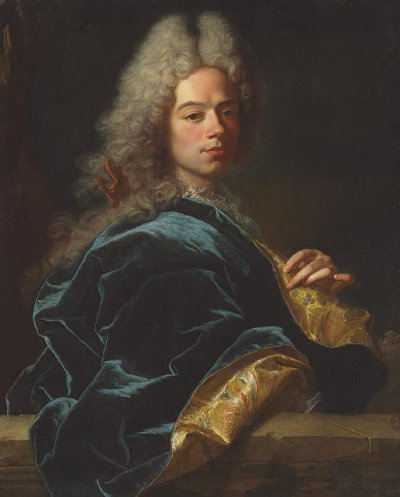
Jean-Louis de Roll-Montpellier, maire de Bayonne (1713)
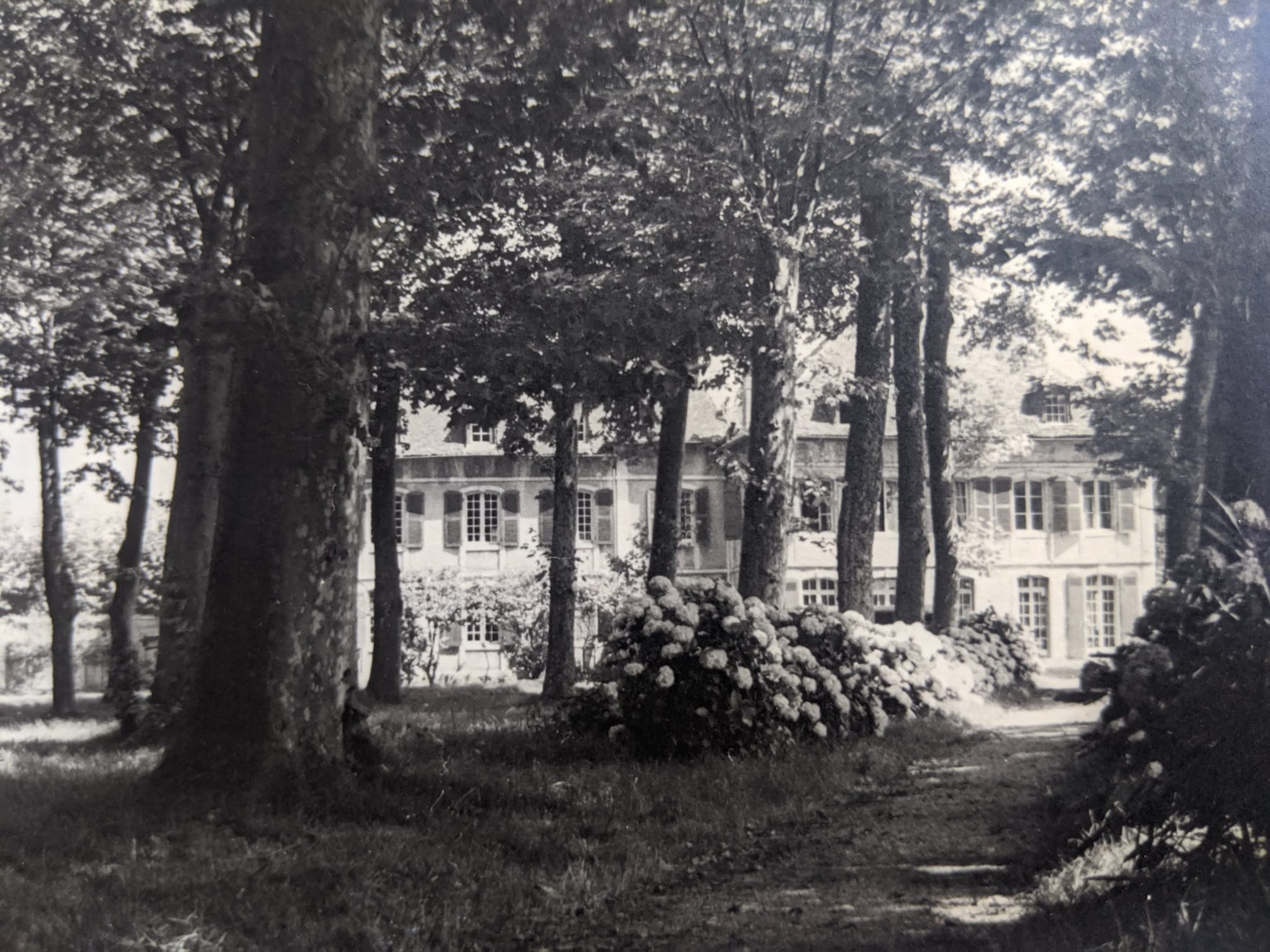
Château de La Plane, Bayonne